# Sigbrit Swahn
Sigbrit Margareta Swahn, född den 12 november 1933 i Stockholm, är en svensk litteraturvetare och romanist. Hon är dotter till Per och Greta Wieselgren samt änka efter Sven Christer Swahn.
Sigbrit Swahn promoverades till filosofie doktor i litteraturvetenskap vid Lunds universitet 1974 och till filosofie doktor i franska där 1979. Hon var anställd som svensk lektor vid Köpenhamns universitet 1965–1975, blev extra ordinarie docent i romanska språk vid Lunds universitet 1980, var tillförordnad professor 1983–1984, högskolelektor i franska 1986–1993 och professor i romanska språk vid Uppsala universitet 1993–1999. Sigbrit Swahn var sekreterare i Malmö-Lunds Alliance française 1975–1979, ordförande där 1980–1985, och har utfört uppdrag för Sveriges författarförbund och Skånes författarsällskap. Hon invaldes som ledamot av Vetenskapssocieteten i Lund 1980 och av Humanistiska Vetenskapssamfundet i Uppsala 1995. Sigbrit Swahn har vairt medarbetare i Svensk litteraturtidskrift, Artes, Edda, Scandinavian Studies, Samlaren, L'Année balzacienne och Bulletin de la Société des amis de Marcel Proust. Hon var  kulturskribent i Svenska Dagbladet 1975–2000 och har medverkat i Sveriges radios program Obs och Värt att veta.